# 沢村大学
沢村 吉重（さわむら よししげ、永禄3年（1560年） - 慶安3年9月17日（1650年10月12日））は、安土桃山時代から江戸時代前期の武士。肥後細川氏の家臣。沢村大学助とも。

## 生涯
永禄3年（1560年）生まれ。はじめ若狭高浜の領主・逸見昌経に足軽として仕える。
主君・昌経が天正9年（1581年）の京都御馬揃えの参加後まもなく死去し、遺領が溝口秀勝と武田元明に分配されると、丹後国の細川忠興に仕える。
その後、文禄の役や関ヶ原の戦いなどで軍功をたてた。ところが、豊前時代にはある誤解があって主君・忠興の不興を買い、豊前を離れている。大学が忠興のもとに出向くのは17年後のことである。
寛永9年（1632年）細川忠利にしたがって肥後熊本藩にうつり、同14年（1637年）、島原の乱に従軍した。
慶安3年（1650年）9月17日、死去。91歳。
子孫は熊本藩の重臣沢村氏1万1000石として仕えた。

## 逸話
- 吉重は小男であったため、戦場で組み打ちになると組み伏せられることが多かった。しかし、組み敷かれながらも下から腰の鎧通しを抜いて相手を突き殺すのが得意であったという。
- 吉重の愛刀に流水剣がある。[3][4]
- 吉重の皆朱の鎗が正保2年（1645年）に描かれた肖像画にみえる。実物は熊本県立熊本高等学校にあったとされるが、現在は火事で焼失している。[5]
- 中路周防女という人物にに50石の米を借り17年返済せず、29,880石余にもなり忠興がとりもちして解決したという。

## 参考資料
- 沢村大学伝‐沢村大学助吉重作成（1644年(正保1)03月～年月日未詳）（福井県文書館）
- 児玉幸多・北島正元監修『藩史総覧』（新人物往来社、1977年）